# Collinder 399
Collinder 399 (również Cr 399) – asteryzm znajdujący się w konstelacji Liska.
Ta grupa gwiazd została opisana po raz pierwszy przez Al Sufiego w jego Księdze gwiazd stałych w 964 roku. Zupełnie niezależnie grupa ta została odkryta w XVII wieku przez Giovanniego Hodiernę. Po roku 1920 astronom amator, Dalmero Francis Brocchi, stworzył mapę tego obiektu dla American Association of Variable Star Observers. Od niego pochodzi też angielska nazwa tego obiektu: Gromada Brocchiego.
Asteryzm ten składa się z dziesięciu gwiazd od piątej do siódmej wielkości, które tworzą „wieszak” – wyrazistą, prostą linię złożoną z sześciu gwiazd z „hakiem” składającym się z czterech gwiazd po południowej stronie. Dodatkowo około trzydzieści gwiazd uważa się czasem za powiązane w gromadę. W sprzyjających warunkach Collinder 399 może być obserwowany nieuzbrojonym okiem.
W 1931 roku, szwedzki astronom, Per Collinder skatalogował tę grupę gwiazd jako gromadę otwartą i umieścił w swoim katalogu pod nazwą Collinder 399. Jednak badania przeprowadzone w 1970 roku wykazały, że tylko sześć najjaśniejszych gwiazd może stanowić gromadę. Dodatkowo precyzyjne pomiary wykonane z różnych punktów orbity Ziemi przez satelitę Hipparcos i opublikowane w 1997 roku, wykryły rozbieżności kątowe wskazujące na to, że Collinder 399 jest w rzeczywistości asteryzmem, a gwiazdy znajdują się w różnej odległości. To jasne zgrupowanie gwiazd zajmuje na niebie obszar większy niż tarcza Księżyca w pełni.